# Hypotyphla loewi
Hypotyphla loewi är en tvåvingeart som beskrevs av Friedrich Georg Hendel 1908. Hypotyphla loewi ingår i släktet Hypotyphla och familjen Pyrgotidae. Inga underarter finns listade i Catalogue of Life.